# Supabond
Supabond ist eine Punkband aus Düsseldorf.

## Stil
Supabond werden musikalisch häufig mit NDW-Künstlern wie Nina Hagen oder Ideal und der Punkband Hans-A-Plast verglichen, was wohl vor allem dem markanten Gesangsstil der Supabond-Frontfrau Suse geschuldet ist. Die Band selbst gibt an, unter anderem auch von Hardcore Punk bzw. Deutschpunk Bands der 1980er wie Toxoplasma oder Razzia beeinflusst zu sein.

## Diskografie
- 2004: Nachmittag Mit Lucille (CD, Not On Label)
- 2004: Adrenalin (7", Klartext Records)
- 2006: 1080 Spuren (Album, Klartext Records)
- 2010: Narben (Album, Plastic Bomb Records)
- 1998: Loser der Nation: Suse solo als Suse und die Gurkentruppe auf Himmel, hast du keine Flinte? (Compilation-CD)